# Huize
Huize léase Juéi-Tze (en chino:会泽县, pinyin:Huìzé xiàn) es un condado bajo la administración directa de la ciudad-prefectura de Qujing. Se ubica al este de la provincia de Yunnan, sur de la República Popular China. Su área es de 6077 km² y su población total para 2010 fue +900 mil habitantes.

## Administración
El condado de Huize se divide en 23 pueblos que se administran en 10 subdistritos y 13 poblados.